# Ostervesede
Ostervesede (plattdeutsch Oostervees) ist ein Ortsteil der Gemeinde Scheeßel und liegt im östlichen Teil des Landkreises Rotenburg (Wümme) in Niedersachsen. Der Ort hat 817 Einwohner (Stand Juli 2021).

## Geschichte
Nachweislich lebten bereits in der Mittelsteinzeit (etwa 9500 bis 4000 v. Chr.) in dieser Gegend Menschen. 
Erstmals sesshaft wurden die Menschen in Ostervesede in der Jungsteinzeit (um 4000 bis etwa 1700 v. Chr.). Sie hinterließen durch ihre dauerhafte Anwesenheit zahlreiche Spuren, darunter auch ein sehr gut erhaltenes Beil aus geschliffenem Feuerstein, das in der Gemarkung gefunden wurde. Dort sind etwa 25 Grabhügel bekannt. Im Laufe der Zeit wurden viele von ihnen zerstört.
Noch viele weitere Fundstücke belegen, dass Ostervesede älter ist, als urkundlich erwähnt. Vesede wurde 1226 erwähnt und teilte sich im 13./14. Jahrhundert in Westervesede und Ostervesede. Eine frühere Erwähnung von 1082 in der ältesten Verdener Bischoffsurkunde liegt nur Bruchstückhaft vor.
Am 1. März 1974 wurde Ostervesede in die Gemeinde Scheeßel eingegliedert.

## Politik
Der Ortsrat, der Ostervesede vertritt, setzt sich aus neun Mitgliedern zusammen. Die Ratsmitglieder werden durch eine Kommunalwahl für jeweils fünf Jahre gewählt.
Bei der Kommunalwahl 2021 ergab sich folgende Sitzverteilung:
- Freie Liste Ostervesede (FLO): 8 Sitze
- SPD: 1 Sitz

## Bauwerke
- Wohn- und Wirtschaftsgebäude Alte Dorfstraße 19 von 1864 als Zweiständer-Hallenhaus in Fachwerk